# Robert Linderholm
Robert Glen Linderholm, född 19 oktober 1933, avliden 6 juli 2013, var en amerikansk amatörastronom.
Minor Planet Center listar honom som R. Linderholm och som upptäckare av 26 asteroider.

## Asteroider upptäckta av Robert Linderholm
| 10195 Nebraska      | 13 september 1996 |
| 10392 Brace         | 11 september 1997 |
| 11726 Edgerton      | 1 maj 1998        |
| 14969 Willacather   | 28 augusti 1997   |
| 16750 Marisandoz    | 18 augusti 1996   |
| 19294 Weymouth      | 6 augusti 1996    |
| 19407 Standing Bear | 25 mars 1998      |
| (20328) 1998 HS42   | 30 april 1998     |
| (23763) 1998 MP7    | 24 juni 1998      |
| 24918 Tedkooser     | 10 mars 1997      |

| (27909) 1996 TD11  | 14 oktober 1996   |
| (28005) 1997 XC    | 1 december 1997   |
| (31054) 1996 RT5   | 13 september 1996 |
| (33051) 1997 UF7   | 27 oktober 1997   |
| (46670) 1996 NU    | 15 juli 1996      |
| (48702) 1996 JE    | 6 maj 1996        |
| 49109 Agnesraab    | 18 september 1998 |
| (52688) 1998 FL1   | 21 mars 1998      |
| (53008) 1998 VY5   | 13 november 1998  |
| 66846 Franklederer | 6 november 1999   |

| (70721) 1999 VD     | 1 november 1999 |
| (75057) 1999 VR4    | 7 november 1999 |
| (91598) 1999 TK13   | 11 oktober 1999 |
| (129539) 1996 NO1   | 15 juli 1996    |
| (275312) 2010 TE142 | 25 januari 2001 |
| (362588) 2010 VN175 | 17 juni 1996    |